# Rocky Kansas
Rocky Kansas, de son vrai nom Rocco Tozzo, est un boxeur américain né le 21 avril 1895 à Buffalo, État de New-York, et mort le 10 janvier 1954.

## Carrière
Il devient champion du monde des poids légers le 7 décembre 1925 en battant aux points Jimmy Goodrich mais s'incline dès la première défense de son titre face à Sammy Mandell le 3 juillet 1926 (défaite aux points en 10 rounds).

## Distinction
- Rocky Kansas est membre de l'International Boxing Hall of Fame depuis 2010[1].